# Stazione di Taura
La stazione di Taura (田浦駅?, Taura-eki) è una stazione ferroviaria della città giapponese di Yokosuka, nella prefettura di Kanagawa. È servita dalla linea Yokosuka della JR East e dista 63,2 km dalla stazione di Tokyo.

## Linee
East Japan Railway Company
■ Linea Yokosuka

## Struttura
La stazione di Taura è realizzata in superficie fra due tunnel, con un marciapiede a isola centrale.
| 1 | ■ Linea Yokosuka |  | per Ōfuna, Yokohama, Tokyo, Chiba e Aeroporto Narita |
| 2 | ■ Linea Yokosuka |  | per Yokosuka e Kurihama                              |

## Stazioni adiacenti
| «              | Servizio       | »              |
| Linea Yokosuka | Linea Yokosuka | Linea Yokosuka |
| -------------- | -------------- | -------------- |
| Higashi-Zushi  | Locale         | Yokosuka       |